# Lecane rugosa
Lecane rugosa är en hjuldjursart som först beskrevs av Harry K. Harring 1914.  Lecane rugosa ingår i släktet Lecane och familjen Lecanidae. Inga underarter finns listade i Catalogue of Life.